# Рубанович, Анатолий Михайлович
Анатолий Михайлович Рубанович (29 марта [11 апреля] 1909, Ново-Николаевск, Томская губерния — 9 февраля 2004, Москва) — советский кинооператор, фронтовой кинооператор. Заслуженный деятель искусств РСФСР (1988).

## Биография
Родился в 1909 году в Ново-Николаевске.
В 1927—1931 годах — инструктор по труду в школе рабочей молодёжи.
В 1936 окончил операторский факультет Государственный институт кинематографии.
После прохождения срочной службы в РККА в июле 1936 — октябре 1937 года — работал на Центральной студии кинохроники. Член ВКП(б) с 1940 года.
Во время Великой Отечественной войны — фронтовой кинооператор. Инженер-капитан. Снимал московский парад 7 ноября 1941 года, производил съемки в боевых условиях на различных фронтах, работал в группе Романа Кармена, снимавшего фильм о лётчиках Северо-Западного фронта вместе с лётчиками совершив 12 боевых вылетов. На 2-м Украинском фронте им были отсняты сюжеты об освобождении Черновиц, Львова, Кишинева, Бухареста, Будапешта, часть которых вошла в фильм «Победа на Юге». После окончания войны работал на Забайкальском фронте, где снял сюжеты о пленении японского генерала Ямадо, о разоружении японской армии и об освобождении Харбина.
Награждён двумя орденами Отечественной войны II степени (1945, 1985), двумя орденами Красной Звезды (1944, 1945), медалями «За оборону Советского Заполярья» (1944), «За взятие Будапешта» (1945), «За победу над Германией» (1945), «За победу над Японией» (1945)
С ноября 1945 — оператор Центральной студии документальных фильмов (ЦСДФ).
Член Союза Кинематографистов СССР с 1980 года.
В 1988 году присвоено звание «Заслуженный деятель искусств РСФСР».
Умер в 2004 году в Москве. Похоронен на Хованском кладбище.

## Фильмография
В качестве фронтового кинооператора участвовал в съёмках документальных фильмов:
- 1944 — К вопросу о перемирии с Финляндией
- 1944 — Победа на Юге
- 1944 — Вступление Красной Армии в Бухарест
- 1945 — Разгром милитаристской Японии